# Rishi Sunak
Rishi Sunak (Southampton, 12 maggio 1980) è un politico britannico, primo ministro del Regno Unito dal 25 ottobre 2022 al 5 luglio 2024.
Eletto alla Camera dei comuni nel 2015 nel collegio di Richmond (Yorks), ha ricoperto dal 13 febbraio 2020 al 5 luglio 2022 la carica di Cancelliere dello Scacchiere nel secondo governo Johnson.
Il 24 ottobre 2022, dopo le dimissioni di Liz Truss, è stato eletto leader del Partito Conservatore e il giorno seguente primo ministro, diventando la prima persona di origine asiatica e la prima persona di fede induista a ricoprire queste cariche, fino alla sconfitta dei Conservatori alle elezioni generali del 2024.

## Biografia
È nato a Southampton, nella contea di Hampshire, da genitori indù emigrati dall'Africa orientale. Il padre Yashvir, nato in Kenya, era medico generico, mentre la madre Usha, nata in Tanzania, farmacista. I suoi nonni erano nati nel Punjab, in India, ed erano emigrati dall'Africa orientale con i loro figli nel Regno Unito negli anni 1960. Ha un fratello minore, Sanjay, psicologo, e una sorella minore, Raakhi, che lavora come responsabile per l'impegno e la strategia delle Nazioni Unite contro il COVID-19 presso l'Ufficio per gli esteri, il Commonwealth e lo sviluppo.
Ha studiato al Winchester College e durante le vacanze estive lavorava come cameriere in una curry house a Southampton. Successivamente ha studiato filosofia ed economia al Lincoln College di Oxford, laureandosi nel 2001, e ha conseguito un MBA presso l'Università di Stanford come studente del programma Fulbright.

## Attività professionale
Dopo la laurea, ha lavorato prima per Goldman Sachs e poi come partner presso la società di gestione di fondi speculativi The Children's Investment Fund Management, diventandone partner nel settembre 2006. Ha lasciato a novembre 2009 per unirsi a ex colleghi della nuova società Theleme Partners, lanciata nell'ottobre 2010 con un capitale iniziale di 700 milioni di dollari. Sunak era anche direttore della società di investimenti Catamaran Ventures, di proprietà di suo suocero, l'uomo d'affari indiano N. R. Narayana Murthy.

## Attività politica

### Deputato (dal 2015)
Sunak è stato selezionato come candidato conservatore per il seggio Richmond (Yorks) nell'ottobre 2014; tale seggio era stato precedentemente ricoperto da William Hague, ex leader del partito, ministro degli esteri e primo segretario di Stato, che aveva scelto di dimettersi. Si tratta di uno dei seggi più sicuri per i conservatori nel Regno Unito, in quanto è detenuto dal partito da oltre 100 anni. Nello stesso anno Sunak era a capo dell'unità di ricerca "Black and Minority Ethnic" (BME) del think tank di centro-destra "Policy Exchange", per il quale ha co-scritto un rapporto sulle comunità BME nel Regno Unito. È stato eletto deputato per il collegio elettorale alle elezioni generali del 2015 con il 36,2% dei voti. Durante il periodo 2015-2017 è stato membro della commissione ristretta per l'ambiente, l'alimentazione e gli affari rurali.
Sunak è stato rieletto deputato alle elezioni generali del 2017, con una maggioranza aumentata al 40,5%. È stato sottosegretario parlamentare per il governo locale tra gennaio 2018 e luglio 2019 nel secondo governo di Theresa May. Sunak ha sostenuto l'uscita del Regno Unito dall'Unione europea (UE) nel referendum del giugno 2016. Quell'anno, ha anche scritto un rapporto per il Center for Policy Studies (un think tank thatcheriano) a sostegno dell'istituzione di porti franchi dopo la Brexit, e l'anno successivo un rapporto in cui sosteneva la creazione di un mercato obbligazionario al dettaglio per piccole e medie imprese.
Dopo le dimissioni della May, nel 2019 ha sostenuto Boris Johnson nelle elezioni per la guida del Partito Conservatore e ha scritto un articolo sul quotidiano The Times con i colleghi parlamentari Robert Jenrick e Oliver Dowden per difendere Johnson durante la campagna di giugno. Quando Johnson è stato eletto e nominato primo ministro, Sunak è diventato primo segretario al Tesoro, in sostituzione di Sajid Javid, nominato Cancelliere dello Scacchiere.
È stato rieletto alle elezioni generali del 2019 con una maggioranza del 47,2%. Durante la campagna elettorale, Sunak ha rappresentato i conservatori sia nei dibattiti elettorali della BBC che di ITV.

### Cancelliere dello Scacchiere (2020-2022)

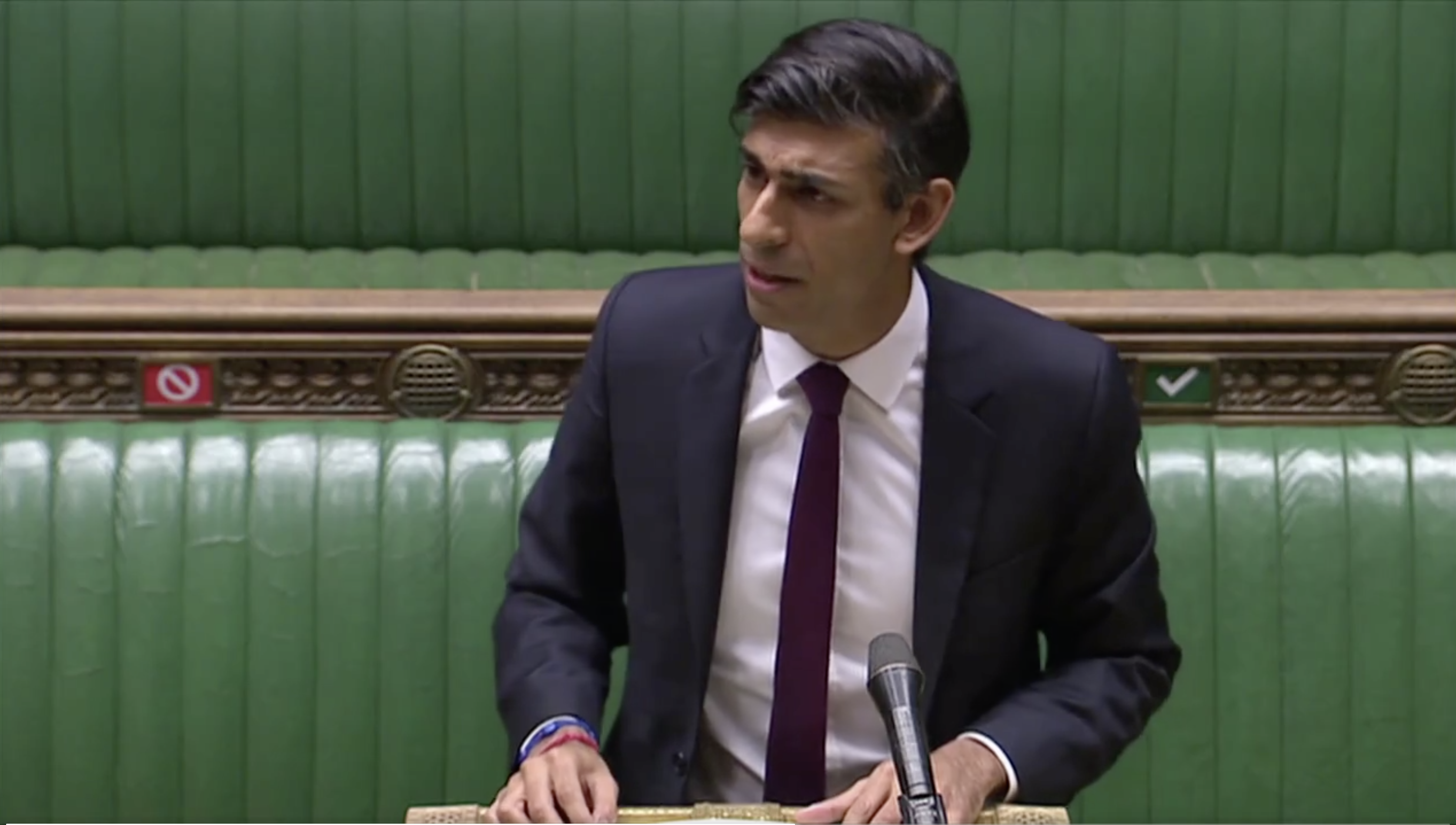
Discorso del Piano per l'economia invernale pronunciato da Rishi Sunak al Parlamento il 24 settembre 2020

Sunak, considerato un lealista di Johnson e appoggiato dal consigliere politico del primo ministro, Dominic Cummings, è stato nominato Segretario capo al Tesoro il 24 luglio 2019 e ha lavorato sotto il Cancelliere Sajid Javid fino al 13 febbraio 2020 quando, nell'ambito di un rimpasto di governo, è stato promosso Cancelliere dello Scacchiere proprio al posto di Javid, dimessosi lo stesso giorno. Javid aveva lasciato l'incarico in seguito ad un incontro con il Primo Ministro: Boris Johnson si era offerto di mantenerlo in quel ruolo a condizione che licenziasse tutti i suoi consiglieri al Tesoro, per essere sostituiti con individui selezionati da Cummings. Dopo le dimissioni, Javid ha detto alla Press Association che "nessun ministro che si rispetti accetterebbe quei termini". I commentatori politici hanno visto la nomina di Sunak come un segnale della fine dell'indipendenza del Tesoro da Downing Street.
La sua nomina ha coinciso con l'inizio della pandemia di COVID-19 nel Regno Unito. Il primo bilancio di Sunak è dell'11 marzo 2020. Ciò includeva un annuncio di 30 miliardi di sterline di spesa aggiuntiva di cui 12 miliardi di sterline sono stati stanziati per mitigare l'impatto economico della pandemia. Poco dopo, Sunak ha annunciato altri 330 miliardi di sterline in aiuti di emergenza per le imprese, così come un programma di sussidi salariali per i dipendenti. Questa è stata la prima volta di un governo britannico a creare un sostegno così forte a favore dei dipendenti. A luglio, Sunak ha annunciato un piano per ulteriori 30 miliardi di sterline di spesa che includeva un taglio all'IVA per il settore dell'ospitalità e un bonus per la conservazione del posto di lavoro per i datori di lavoro.
Famoso per il suo conservatorismo fiscale, Rishi Sunak si è opposto a una spesa pubblica eccessiva per sostenere l'economia durante la pandemia e ha difeso il congelamento delle pensioni per tenere sotto controllo le finanze del Regno Unito. Si è inoltre opposto all'idea di introdurre una carbon tax per ridurre le emissioni di CO2, affermando che colpirebbe le famiglie a basso reddito.

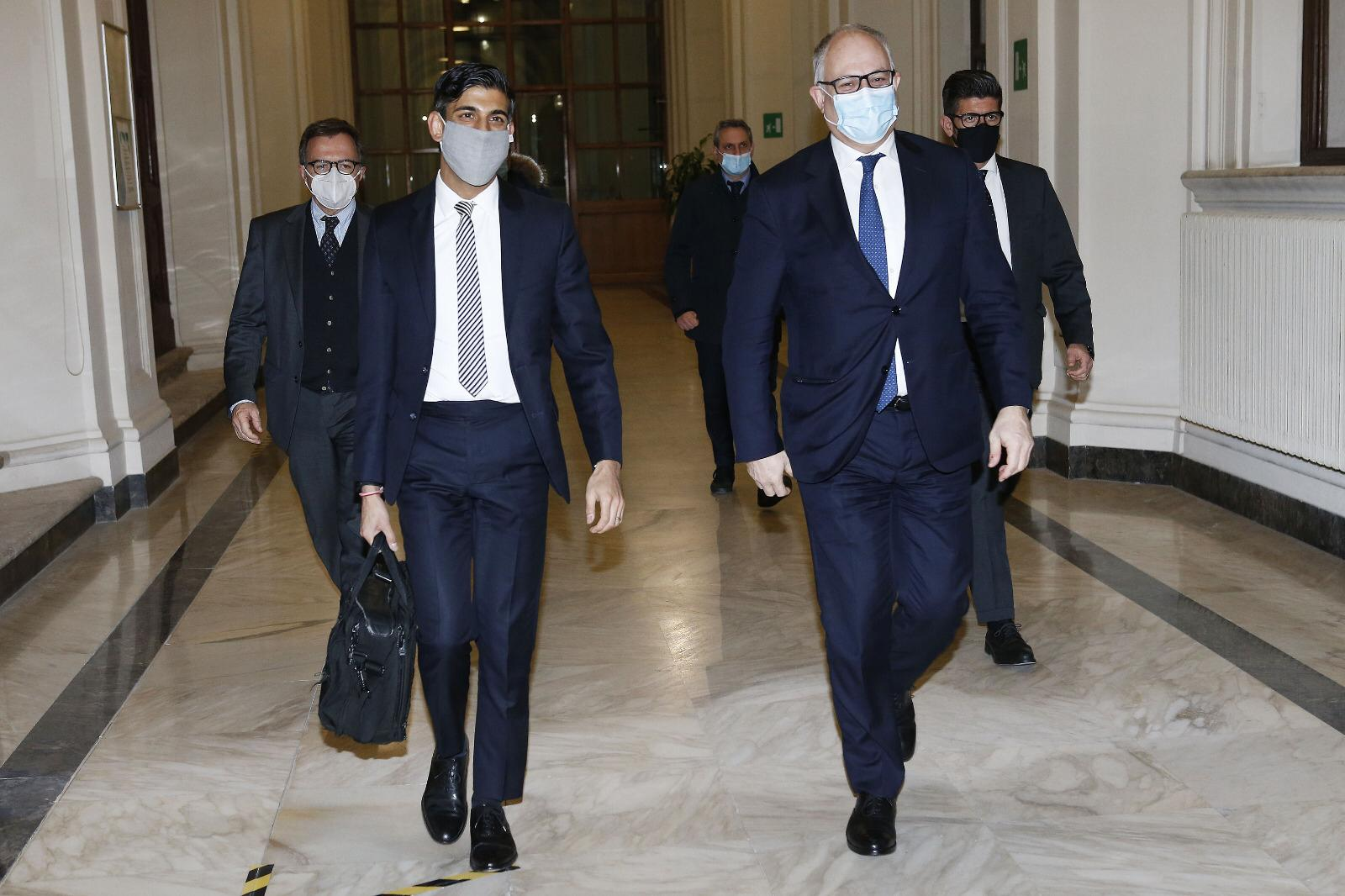
Rishi Sunak incontra il ministro dell'economia italiano Roberto Gualtieri a Roma in vista della presidenza britannica del G7 il 15 dicembre 2020

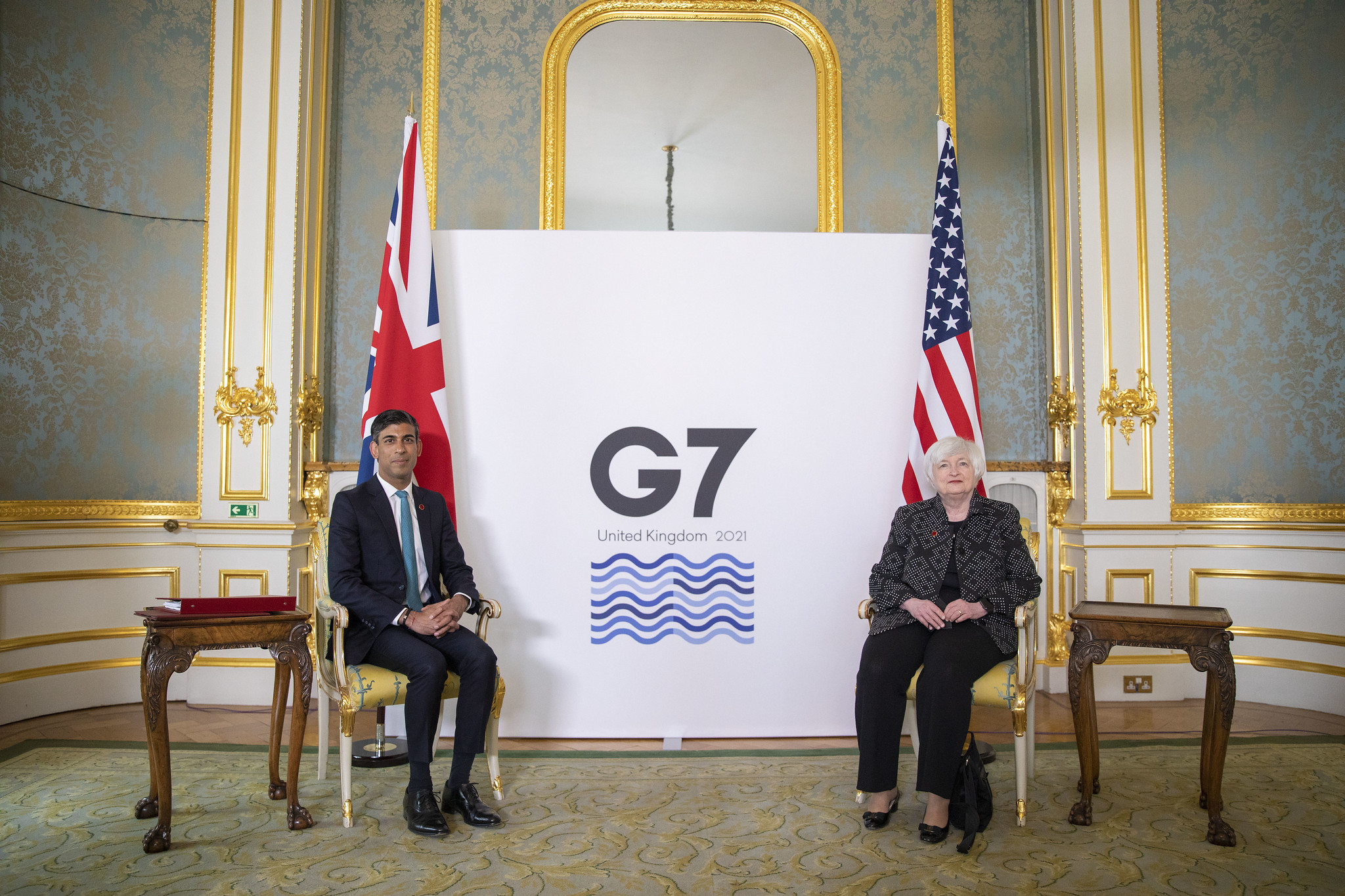
Sunak ed il segretario USA al Tesoro Janet Yellen all'incontro dei ministri finanziari del G7 nel 2021

In un sondaggio Ipsos MORI nel settembre 2020, Sunak ha ottenuto il punteggio di soddisfazione più alto di qualsiasi cancelliere britannico dai tempi di Denis Healey del Labour nell'aprile 1978.
Il 5 luglio 2022 Sunak si dimette dalla carica di Cancelliere, una mossa, avvenuta in contemporanea alle dimissioni del ministro della sanità Javid, che indebolisce ulteriormente l'autorità del primo ministro Johnson, ritenuto ormai troppo impopolare per vincere un'altra elezione nazionale.
Le sue dimissioni sono state tra le prime di una lunga serie. In tutto 59 tra segretari di Stato, ministri e segretari parlamentari hanno lasciato il secondo governo Johnson in meno di 48 ore. La crisi di governo innescata è culminata il 7 luglio 2022 con le dimissioni del Primo ministro.

### Leader del Partito Conservatore e Primo ministro (2022)

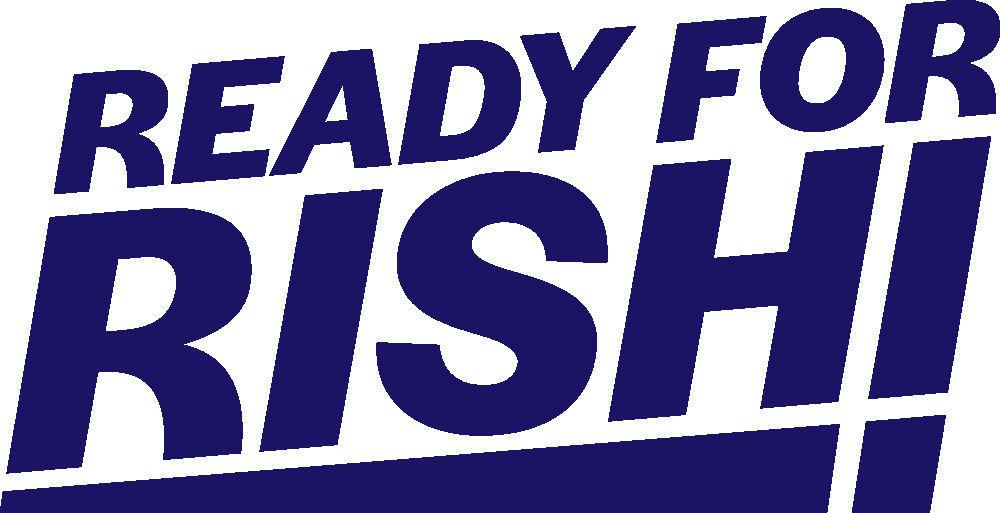
Logo della campagna elettorale di Sunak per le primarie del 2022

L'8 luglio 2022 ha annunciato la sua candidatura per sostituire Johnson alle imminenti elezioni per la leadership del Partito conservatore. Il 5 settembre ha perso la corsa contro Liz Truss, ottenendo il 42,6% dei voti. Dopo le dimissioni della stessa Truss (diventata il primo ministro in carica per meno tempo in assoluto nella storia del Paese) il 20 ottobre successivo, annuncia nuovamente la sua candidatura. Risultando il 24 ottobre l'unico candidato ad avere il supporto di almeno cento parlamentari, con il ritiro delle candidature dell'ex Primo Ministro Johnson e della leader della Camera dei comuni Penny Mordaunt, diviene il nuovo leader del Partito Conservatore e il giorno successivo entra in carica come Primo Ministro, diventando il primo capo di governo nominato dal re Carlo III, salito al trono l'8 settembre dello stesso anno a seguito della morte di sua madre, la regina Elisabetta II. Sunak è stato sostenuto da diversi membri del gabinetto e membri di spicco del partito, come Lord Frost, Kemi Badenoch, Nadhim Zahawi, Sajid Javid, Jeremy Hunt, Tom Tugendhat e Dominic Raab.
Alle elezioni generali del 2024, convocate anticipatamente dal primo ministro Sunak, il partito conservatore registra il peggior risultato elettorale dalla sua fondazione, ottenendo 121 seggi su 650 alla Camera dei Comuni (-251) con una quota dei voti pari al 23,7% (-19,9%), venendo sconfitto dai laburisti e tornando così all'opposizione dopo 14 anni alla guida del Regno Unito. Il 5 luglio, Sunak annuncia l'intenzione di volersi dimettere da leader del partito.

## Vita privata

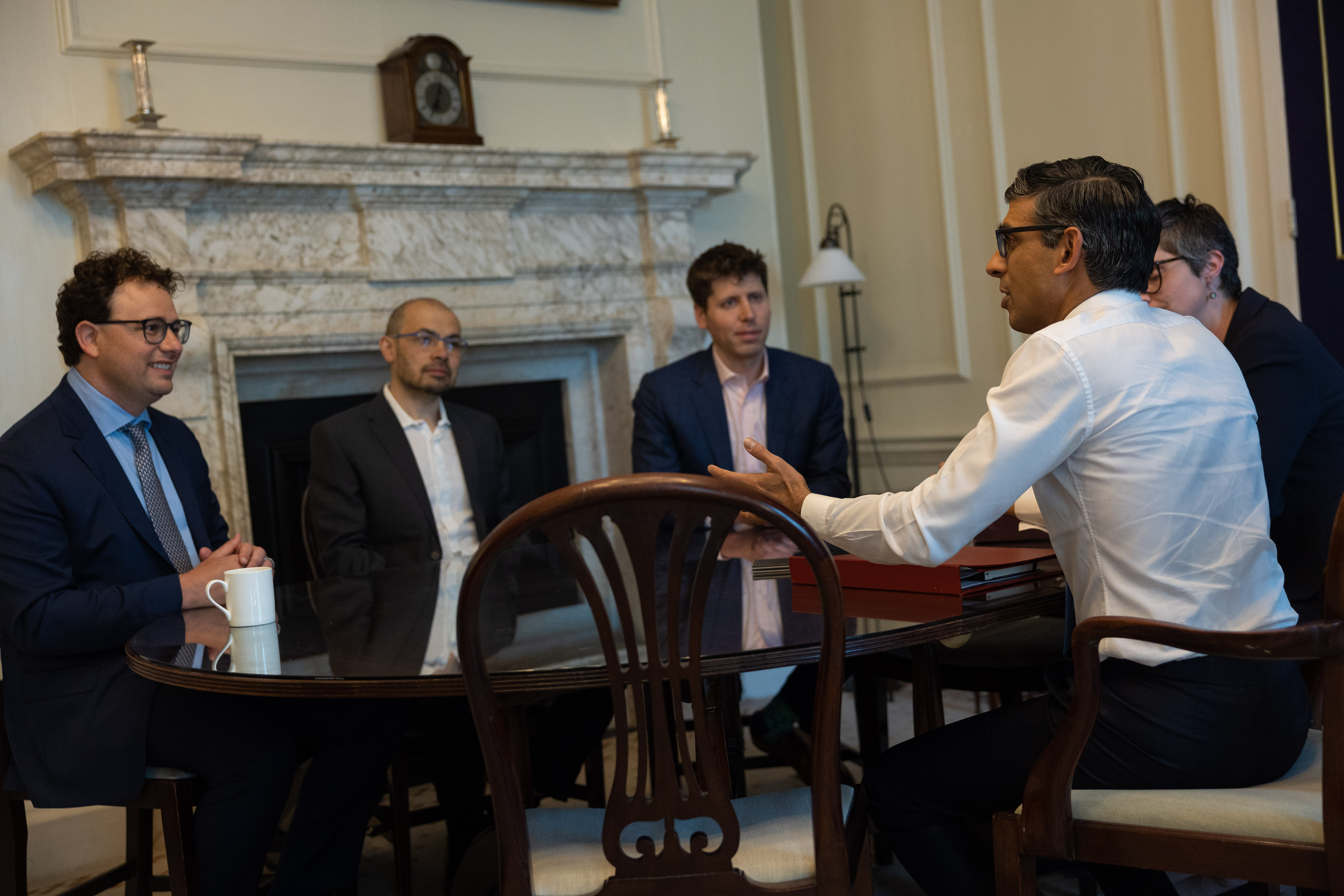
Rishi Sunak incontra Sam Altman, CEO di OpenAi, Demis Hassabis CEO di DeepMind e Dario Amodei CEO di Anthropic.

Ad agosto 2009 ha sposato Akshata Murthy, figlia di Narayana Murthy, miliardario indiano e tra i fondatori di Infosys. I due, che si erano incontrati mentre studiavano a Stanford, hanno due figlie. Akshata è direttrice della società di investimenti del padre, Catamaran Ventures, e gestisce un proprio marchio di moda. Vivono a Northallerton, nel North Yorkshire, e possiedono anche una casa a Kensington e un appartamento a Santa Monica, in California.
Sunak è astemio ed è molto amico di James Forsyth, redattore politico di The Spectator, che conosce dai tempi della scuola al Winchester College. Sunak è stato testimone al suo matrimonio con la giornalista Allegra Stratton, e sono padrini l'uno dei figli dell'altro. È tifoso del Southampton.
Il 7 aprile 2022, il quotidiano The Independent ha rivelato che Akshata Murty, sua moglie, godeva di uno status fiscale speciale, lo status di non domiciliata, che le consentiva di non pagare tasse nel Regno Unito sui suoi redditi prodotti all'estero. Keir Starmer, leader del Partito Laburista e successore di Sunak al numero 10 di Downing Street, ha criticato la "sconcertante ipocrisia" della coppia Sunak-Murty, che starebbe cercando di massimizzare il proprio conto fiscale in un momento in cui i britannici stanno subendo il più grande aumento delle tasse in mezzo secolo. Di fronte alle polemiche, Akshata Murty ha annunciato che avrebbe rinunciato al suo status fiscale speciale.